# 룩셈부르크 망명정부
룩셈부르크 망명 정부(룩셈부르크어: Lëtzebuerger Exil Regierung, 프랑스어: Gouvernement luxembourgeois en exil, 독일어: Luxemburgische Exilregierung), 또는 런던 주재 룩셈부르크 정부(Lëtzebuerger Regierung zu London)는 제2차 세계 대전 동안 존속했던 룩셈부르크의 망명 정부였다. 이 정부는 1940년부터 1944년까지 나치 독일이 룩셈부르크를 점령한 동안 런던에 위치했다. 이 정부는 피에르 뒤퐁(Pierre Dupong)이 이끌었으며, 세 명의 다른 장관들도 포함되어 있었다. 국가 원수였던 샤를로트 여대공 또한 점령 이후 룩셈부르크에서 탈출했다. 이 정부는 양당제로 우당(PD)과 사회주의 노동당(LSAP)에서 각각 두 명의 장관이 포함되었다.
정부는 런던 벨그라비아의 윌튼 크레센트 27번지에 위치했으며, 현재는 런던 주재 룩셈부르크 대사관으로 사용되고 있다.  이곳은 이튼 스퀘어에 위치한 벨기에 망명정부 및 네덜란드 망명정부의 소재지와 불과 몇 백 미터 떨어져 있었다. 피에르 뒤퐁이나 빅토르 봇손과 같은 일부 룩셈부르크 정치인들은 샤를로트 여대공이 있는 캐나다 몬트리올로 가서 활동을 이어갔다. 
룩셈부르크 망명 정부는 망명 기간 동안 런던 세관 합의를 이끌어내고, 세인트제임스궁 선언 (1941), 전쟁 범죄에 대한 처벌 (1942), 브레턴우즈 회의 (1944), 유엔 헌장 (1945) 등 다양한 국제 회의 및 선언에 참여했다. "룩셈부르크 그레이북"을 통해 연합국 내 룩셈부르크의 역할을 홍보하기도 했다. 룩셈부르크 망명 정부는 군대를 창설했지만, 일부 학자들은 연합군의 명분을 위한"상징적인 역할"을 했다고 주장한다. 그러나 룩셈부르크 망명정부의 군대는 오버로드 작전과 브뤼셀 해방 등에 참여했으며, 대공위 계승자 장과 같은 룩셈부르크 망명 정부의 몇몇 인사들은 연합군 부대에 들어가 직접 전투를 치르기도 했다.
룩셈부르크 망명정부는 1945년 5월 유럽에서 제2차 세계 대전이 끝난 이후 룩셈부르크로 돌아왔다. 룩셈부르크 망명정부의 군대는 이후 룩셈부르크군의 토대가 되었고, 피에르 뒤퐁을 비롯한 망명 정부의 인사들은 전후 룩셈부르크에서 정치를 이어갔다. 

## 배경
샤를로트 여공의 가족은 나치군이 도착하기 직전에 룩셈부르크를 떠났다. 룩셈부르크의 중립은 1940년 5월 9일에 침해되었으며, 당시 대공녀와 그녀의 가족은 콜마-베르크(Colmar-Berg)에 머물고 있었다. 그날 대공녀는 주요 장관들과의 비상 회의를 소집했고, 모두 프랑스의 보호를 받기로 결정했다. 대공녀는 이를 "어려운 결정이었지만 필요한 결정"이라고 표현했다. 처음에 대공가족은 프랑스 남서부의 몽타스트뤽 성(Château de Montastruc)에 거주했으나, 독일군의 빠른 진격과 다음 달에 이어진 프랑스의 항복으로 인해 프랑스 정부는 망명 중인 룩셈부르크 정부에 대한 어떠한 보장도 거부했다. 그 후, 스페인을 경유할 수 있는 허가를 받았고, 그들은 도중에 멈추지 않는 조건으로 스페인을 지나 포르투갈로 이동했다.